# Erwin Schwehm
Erwin Schwehm (* 29. August 1949) ist ein ehemaliger deutscher Fußballspieler, der als Stürmer beim SV Alsenborn von 1968 bis 1970 in der zweitklassigen Regionalliga Südwest 37 Ligaspiele mit zwölf Toren absolviert hat. Der vielseitig einsetzbare Angreifer gewann mit Alsenborn in den Runden 1968/69 und 1969/70 zweimal die Meisterschaft im Südwesten und trat noch in elf Spielen mit dem SVA in den Bundesligaaufstiegsrunden an, in denen er ein Tor erzielte.

## Laufbahn
In Alsenborn hatte sich der Kapitän der Weltmeistermannschaft von 1954, Fritz Walter, in seiner neuen Wohnheimat zu einer „betreuenden und beratenden Tätigkeit“ beim heimischen SVA überreden lassen. Im Jahresrhythmus stiegen die „Dorfmannschaft“ von 1963 bis 1965 aus der A-Klasse Westpfalz, über die 2. Amateurliga Westpfalz und 1. Amateurliga Südwest, bis zur Saison 1965/66 in die Regionalliga Südwest auf. In der dritten Regionalligasaison 1967/68 glückte dem SVA erstmals die Erringung der Meisterschaft und der Einzug in die Aufstiegsrunde zur Fußball-Bundesliga.
Vor der Saison 1968/69 hatte Alsenborn den Verlust von Torjäger Jürgen Schieck zu verkraften, begegnete dieser Personalie mit der Verpflichtung von Talenten aus dem Amateurlager wie Werner Adler, Manfred Lenz, Franz Schwarzwälder, Erwin Schwehm, Matthias Volk, Werner Fuchs, Bernhard Oberle und Alban Wüst. Sportlich wurde die Situation von der Mannschaft und Trainer Otto Render gut angenommen. Der noch 18-jährige Angreifer Erwin Schwehm, vom SV Wiesenthalerhof aus der Kaiserslauterer Stadtrandsiedlung Erzhütten-Wiesenthalerhof nach Alsenborn gekommen, debütierte am Starttag, den 19. August 1968, bei einem 3:1-Erfolg bei Wormatia Worms in der damals zweitklassigen Regionalliga Südwest. Er wurde in der 75. Minute für Rechtsaußen Manfred Feldmüller eingewechselt.
In den letzten Oktobertagen 1968 wurde aber der schnelle Flügelspieler Josef Sattmann in einen Autounfall verwickelt, wobei er einen schweren Schädelbasisbruch und weitere Kopfverletzungen erlitt. Durch die Schwere der Verletzungen und die Langzeitfolgen konnte das hoffnungsvolle Talent seine sportliche Laufbahn nicht mehr fortsetzen. Schwehm erzielte am 9. Dezember 1968 bei einem 2:1-Auswärtserfolg bei Eintracht Trier seinen ersten Regionalligatreffer. Am 11. April 1969 verunglückte Trainer Render mit dem Auto tödlich. Am 28. April trug Schwehm mit zwei Toren zum 5:0-Auswärtserfolg gegen Völklingen bei. Im Angriff war Alsenborn dabei mit Feldmüller, Lorenz Horr, Wüst, Schwehm und Volk angetreten. Am Rundenende feierte Alsenborn die Titelverteidigung und zog wiederum in die Bundesligaaufstiegsrunde ein. Schwehm hatte in 20 Einsätzen sieben Tore erzielt. In der Aufstiegsrunde kam er in den Spielen gegen den Aufsteiger Rot-Weiß Oberhausen (beide Spiele), VfB Lübeck und Hertha Zehlendorf zum Einsatz.
In seiner zweiten Runde bei Alsenborn, 1969/70, kam er unter dem neuen Trainer Heiner Ueberle und an der Seite des Horr-Nachfolgers Karel Nepomucký zu 17 Einsätzen, in denen er fünf Tore erzielte. Der SVA gewann die dritte Meisterschaft in Folge. In der Aufstiegsrunde folgten gegen Arminia Bielefeld, Tennis Borussia Berlin, VfL Osnabrück und den Karlsruher SC sieben Einsätze. Beim 3:2-Heimerfolg gegen Osnabrück erzielte er auf Linksaußen einen Treffer. Zur Runde 1970/71 unterschrieb er beim 1. FC Saarbrücken einen neuen Vertrag und wechselte in das Saarland.
Bei den Schwarz-Blauen aus dem Stadtteil Malstatt konnte er aber seine Karriere nicht mit gleichem Erfolg fortsetzen. Unter Spielertrainer Horst Zingraf und an der Seite der beiden weiteren Neuzugänge Werner Kaiser und Peter Kracke, sowie dem talentierten Angreifer Wolfgang Seel lief er nur in elf Spielen auf und kam zu keinem Torerfolg. Nach nur einer Runde beendete er seinen Vertrag bei Saarbrücken und unterschrieb zur Saison 1971/72 beim SSV Reutlingen 05 in der Regionalliga Süd.
In der Schwäbischen Alb bei den Schwarz-Roten vom Kreuzeiche Stadion kam er aber unter Trainer Willibald Hahn und neben Mitspielern wie Wolfgang Böhni, Günther Kasperski und Rolf Schafstall aber auch nicht in die Erfolgsspur zurück. Der SSV belegte 1971/72 den zehnten Rang und Schwehm hatte in 14 Einsätzen keinen Treffer zu verzeichnen gehabt. In seiner zweiten Reutlinger Saison, 1972/73, steigerte er seine Einsatzzahlen auf 16 Ligaspiele mit einem Treffer, aber der SSV stieg unter Trainer Milovan Beljin und Mitspielern wie Torhüter Hans Hauser, Klaus Vöhringer und Rolf Thommes in das Amateurlager ab. Nach insgesamt 78 zweitklassigen Regionalligaeinsätzen mit 13 Toren endete die höherklassige Karriere von Erwin Schwehm.